# Phragmatobia brunnea-intermedia
Phragmatobia brunnea-intermedia är en fjärilsart som beskrevs av Barend J. Lempke 1944. Phragmatobia brunnea-intermedia ingår i släktet Phragmatobia och familjen björnspinnare. Inga underarter finns listade i Catalogue of Life.